# Кусрет
Кусрет (осет. Къусрет, груз. კუსრეთი — Кусирети) — село на западе Цхинвальского района Южной Осетии; согласно юрисдикции Грузии — в Горийском муниципалитете.

## География
Расположено в 0,5 км к западу от Цхинвала и в 1,5 км к северо-востоку от села Тбет.

## Население
Село в 1989 году населено этническими осетинами и грузинами. В 1987 году — 60 человек.

## Топографические карты
- Лист карты K-38-64 Цхинвали. Масштаб: 1 : 100 000. Состояние местности на 1987 год. Издание 1989 г.